# ثابو منغوميني
ثابو منغوميني (بالإنجليزية: Thabo Mngomeni)‏ ، من مواليد 24 يونيو 1969 ، لاعب كرة قدم جنوب أفريقي.
و قد لعب مع منتخب جنوب أفريقيا لكرة القدم.

## روابط خارجية
- ثابو منغوميني على موقع الاتحاد الدولي (مؤرشف)  (الإنجليزية)
- ثابو منغوميني على موقع قاعدة بيانات كرة القدم.إي يو (الإنجليزية)
- ثابو منغوميني على موقع ناشيونال فوتبول تيمز (الإنجليزية)